# Intelligente Zeichenerkennung
Die Intelligente Zeichenerkennung (ICR: Intelligent Character Recognition) stellt eine fortschrittliche Technologie zur Verarbeitung und Digitalisierung von handgeschriebenen und gedruckten Texten dar. Im Gegensatz zur herkömmlichen Optischen Zeichenerkennung (OCR: Optical Character Recognition) ist ICR speziell für die Analyse verschiedener Handschriftstile konzipiert und nutzt komplexe maschinelle Lernmethoden sowie künstliche Intelligenz. Der Prozess umfasst mehrere Schritte, darunter die Bilderfassung, Vorverarbeitung, Segmentierung und Zeichenerkennung mittels neuronaler Netze. ICR-Systeme zeichnen sich durch ihre Fähigkeit zur kontinuierlichen Verbesserung aus, indem sie ihre Erkennungsdatenbank mit jeder Anwendung erweitern und so die Genauigkeit der Texterfassung stetig steigern.

## Funktionsweise
Im Gegensatz zur herkömmlichen optischen Zeichenerkennung (OCR), die sich primär auf gedruckte Texte konzentriert, ist Intelligente Zeichenerkennung (ICR) speziell für die Verarbeitung verschiedener Handschriftstile konzipiert. Die Funktionsweise von ICR basiert auf komplexen maschinellen Lernmethoden und künstlicher Intelligenz (KI). Der Prozess beginnt mit der Erfassung des handgeschriebenen Dokuments, typischerweise durch Einscannen oder Fotografieren. Das resultierende digitale Bild durchläuft dann mehrere Verarbeitungsschritte.
Zunächst erfolgt eine Vorverarbeitung des Bildes. Dabei werden Kontraste angepasst, Hintergrundrauschen entfernt und das Bild für die weitere Analyse optimiert. Anschließend segmentiert das System das Bild in einzelne Zeichen oder Wörter.
Der Kern der ICR-Technologie liegt in der Anwendung neuronaler Netze zur Zeichenerkennung. Diese neuronalen Netze werden mit großen Mengen handschriftlicher Trainingsdaten verschiedener Stile und Formate trainiert. Bei der Analyse eines neuen Zeichens vergleicht das System dieses mit den Trainingsdaten, um die beste Übereinstimmung zu finden.
Ein entscheidender Aspekt der ICR ist die Fähigkeit zur kontinuierlichen Verbesserung. Mit jeder Anwendung auf neue Daten und Handschriften erweitert das System seine Erkennungsdatenbank, was zu einer stetigen Steigerung der Erfassungsgenauigkeit führt. Im Gegensatz zu regelbasierten OCR-Systemen analysiert ICR den Inhalt unabhängig von vordefinierten Layouts oder Regeln. Dies ermöglicht eine flexiblere Verarbeitung verschiedener Dokumenttypen und -strukturen. Ein weiterer wichtiger Bestandteil der ICR-Funktionsweise ist die semantische Analyse. Das System prüft den erkannten Text im Kontext, um die Plausibilität einzelner Zeichen oder Wörter zu bewerten. Diese kontextuelle Interpretation ermöglicht es der ICR, selbst schwer lesbare Handschriften zu entziffern.
Die Leistungsfähigkeit von ICR-Systemen wird durch die Integration verschiedener KI-Technologien weiter gesteigert. Neben maschinellem Lernen kommen auch Methoden der natürlichen Sprachverarbeitung (NLP) zum Einsatz. Diese ermöglichen es, die Bedeutung und Struktur von Sätzen zu verstehen und so die Genauigkeit der Texterkennung zu verbessern.
In der praktischen Anwendung wird ICR oft in umfassendere Systeme zur intelligenten Dokumentenverarbeitung (IDP) integriert. Diese Systeme kombinieren ICR mit anderen Technologien wie OCR und KI-gestützter Datenextraktion, um eine ganzheitliche Lösung für die Verarbeitung verschiedener Dokumenttypen zu bieten. Trotz der fortschrittlichen Technologie ist die ICR nicht fehlerfrei. Daher beinhalten viele ICR-Systeme eine Komponente zur manuellen Überprüfung und Korrektur. Ein menschlicher Bearbeiter kann die Ergebnisse validieren und gegebenenfalls Korrekturen vornehmen, was wiederum zur Verbesserung des Systems beiträgt.

## Unterschiede zur OCR
Die Intelligente Zeichenerkennung (Intelligent Character Recognition, ICR) stellt eine Weiterentwicklung der Optischen Zeichenerkennung (Optical Character Recognition, OCR) dar. Während beide Technologien darauf abzielen, Text aus Bildern oder gescannten Dokumenten zu extrahieren, unterscheiden sie sich in mehreren wesentlichen Aspekten.
Ein grundlegender Unterschied liegt in der Art der Texte, die verarbeitet werden können. OCR ist primär auf die Erkennung von maschinengeschriebenem oder gedrucktem Text ausgelegt. ICR hingegen kann zusätzlich handgeschriebene Texte verarbeiten, was eine deutlich komplexere Aufgabe darstellt. Dies ermöglicht es ICR, ein breiteres Spektrum an Dokumenten zu bearbeiten, einschließlich handschriftlich ausgefüllter Formulare oder handgeschriebener Notizen.
Die zugrundeliegenden Technologien unterscheiden sich ebenfalls. OCR basiert hauptsächlich auf Mustererkennungsalgorithmen, die einzelne Zeichen mit einer Datenbank von bekannten Formen vergleichen. ICR nutzt darüber hinaus fortschrittlichere Techniken wie künstliche Intelligenz (KI) und maschinelles Lernen. Diese ermöglichen es ICR, kontextuelle Informationen zu berücksichtigen und aus Erfahrungen zu lernen, was zu einer verbesserten Genauigkeit bei der Erkennung von variablen Schriftstilen führt.
Ein weiterer Unterschied besteht in der Anpassungsfähigkeit. OCR-Systeme sind in der Regel statisch und arbeiten mit vordefinierten Regeln und Mustern. ICR-Systeme hingegen können sich durch maschinelles Lernen kontinuierlich verbessern. Sie passen sich an neue Schriftstile an und optimieren ihre Erkennungsleistung im Laufe der Zeit. Dies macht ICR besonders wertvoll für Anwendungen, bei denen eine Vielzahl unterschiedlicher Handschriften verarbeitet werden muss.
Die Kontextanalyse ist ein weiterer Bereich, in dem ICR Vorteile gegenüber OCR bietet. Während OCR Zeichen isoliert betrachtet, kann ICR den semantischen Zusammenhang berücksichtigen. Dies ermöglicht eine genauere Interpretation von mehrdeutigen Zeichen oder Wörtern basierend auf dem Kontext, in dem sie erscheinen.
In Bezug auf die Verarbeitungsgeschwindigkeit kann OCR in der Regel schneller arbeiten als ICR, da es weniger komplexe Analysen durchführt. ICR benötigt aufgrund der umfangreicheren Verarbeitungsschritte und der Einbeziehung von KI-Technologien oft mehr Rechenleistung und Zeit. Die Genauigkeit der Erkennung variiert je nach Anwendungsfall. Bei klar gedruckten Texten kann OCR sehr hohe Genauigkeitsraten erreichen. ICR bietet jedoch Vorteile bei der Verarbeitung von handgeschriebenen Texten oder Dokumenten mit unterschiedlichen Schriftstilen, wo OCR oft an seine Grenzen stößt.
Hinsichtlich der Implementierung und der Kosten ist OCR in der Regel einfacher zu integrieren und kostengünstiger. ICR-Systeme erfordern oft eine umfangreichere Infrastruktur und können aufgrund der komplexeren Technologie teurer in der Anschaffung und im Betrieb sein.

## Anwendungsbereiche
Die Intelligente Zeichenerkennung (ICR) findet in zahlreichen Branchen und Anwendungsbereichen Einsatz, wo sie die Verarbeitung handgeschriebener und gedruckter Dokumente revolutioniert. Im Folgenden wird ein detaillierter Überblick über die wichtigsten Einsatzgebiete dieser Technologie gegeben:
- Transport und Logistik: In der Transport- und Logistikbranche ermöglicht ICR eine effiziente Digitalisierung und Verarbeitung von Frachtdokumenten wie Frachtbriefen und Lieferscheinen. Dies führt zu einer Beschleunigung der Lieferprozesse und verbessert die Nachverfolgbarkeit von Sendungen, was wiederum die Transparenz und Effizienz in der gesamten Lieferkette erhöht.[1]
- Fertigungsindustrie: In der Fertigungsindustrie werden häufig Arbeitsaufträge, Qualitätskontrolldokumente und Wartungsprotokolle handschriftlich erfasst. Durch den Einsatz von ICR können diese Informationen schnell in digitale Daten umgewandelt werden. Dies führt zu einer effizienteren Datenverarbeitung und verbesserten Qualitätssicherung, ermöglicht eine präzisere Überwachung der Produktionsabläufe und trägt zur Optimierung der Fertigungsprozesse bei.[1]
- Versicherungswesen: Im Versicherungssektor spielt die schnelle und genaue Verarbeitung von Antragsformularen, Schadensberichten und Kundenkorrespondenz eine entscheidende Rolle. ICR-Technologien, kombiniert mit KI, bieten hier erhebliche Vorteile für eine effizientere Workflow-Automatisierung. Sie ermöglichen die effiziente Digitalisierung dieser Dokumente und die Extraktion relevanter Daten wie Policennummern, Kundeninformationen oder Schadensdetails. Dies beschleunigt den Prozess der Schadensregulierung und der Policenverwaltung. Zudem unterstützt die Automatisierung in der Dokumentenverarbeitung die Risikobewertung und Betrugserkennung, indem sie Muster und Unregelmäßigkeiten in den Antrags- und Schadensdaten aufdeckt.[1]
- Gesundheitswesen: In Arztpraxen und Krankenhäusern werden täglich zahlreiche Formulare und medizinische Notizen handschriftlich ausgefüllt. ICR ermöglicht es, diese komplexen Informationen schnell zu digitalisieren und in einer einheitlichen Datenbank zu erfassen. Dies trägt zu einer optimalen und genauen Datenerfassung im Gesundheitswesen bei und verbessert die Patientenversorgung durch effizientere Zugriffsmöglichkeiten auf Patientendaten.[1]
- Bankwesen und Finanzdienstleistungen: Im Finanzsektor findet ICR breite Anwendung bei der Verarbeitung handgeschriebener Dokumente. Es wird eingesetzt, um Daten aus handgeschriebenen Schecks, Kreditanträgen und Kundenunterschriften zu scannen und zu extrahieren. Dies ermöglicht eine schnellere Scheckabwicklung und verbesserte Betrugserkennung.[12]
- Bildungswesen: Im Bildungsbereich wird ICR zur Extraktion von Daten aus verschiedenen handschriftlichen Dokumenten genutzt. Dazu gehören Prüfungsarbeiten, Essays, Schülerformulare, Schüleranträge und Zeugnisse. Dies erleichtert die Verwaltung und Auswertung von Schülerdaten und akademischen Leistungen.[12]
- Rechtswesen: Im juristischen Bereich automatisiert ICR das Vertragsmanagement durch die Erkennung von Unterschriften, Formulareinträgen und handschriftlichen Ergänzungen in Verträgen. Dies beschleunigt rechtliche Prozesse und verbessert die Dokumentenverwaltung in Kanzleien und Gerichten.[12]
- Öffentliche Verwaltung: Behörden setzen ICR ein, um papierbasierte Formulare zu digitalisieren. Dies umfasst Volkszählungsformulare, Umfragen und Steuereingaben. Die Technologie ermöglicht eine effizientere Verarbeitung von Bürgeranfragen und -anträgen und reduziert den manuellen Verwaltungsaufwand.[12]
- Historische Forschung und Archivierung: ICR spielt eine wichtige Rolle bei der Digitalisierung historischer Dokumente. Es wandelt Informationen aus alten Handschriften und Dokumenten in digitale Formate um, was die Archivierung und Forschung erleichtert. Dies ist besonders wertvoll für Bibliotheken, Archive und Forschungseinrichtungen, die große Mengen historischer Texte verwalten.[13]
- Postsortierung und Adresserkennung: In der Postverarbeitung wird ICR eingesetzt, um handgeschriebene Adressen auf Briefen und Paketen zu erkennen und zu sortieren. Dies automatisiert den Sortierprozess und beschleunigt die Zustellung von Postsendungen.[11]
- Kundenumfragen und Marktforschung: Bei der Durchführung von Kundenumfragen und Marktforschungsstudien ermöglicht ICR die schnelle Verarbeitung handschriftlich ausgefüllter Fragebögen. Dies beschleunigt die Datenanalyse und ermöglicht zeitnahe Einblicke in Kundenmeinungen und Markttrends.[11]
- Mobiles Dokumentenmanagement: Im Zeitalter der mobilen Technologien findet ICR Anwendung bei der Verarbeitung von unterwegs aufgenommenen Dokumenten. Beispielsweise können Reisekostenabrechnungen, Formulare oder Zählerstände von Heizungen und Wasserzählern fotografisch erfasst und mittels ICR für die weitere Verarbeitung digitalisiert werden.[11]
- Industrie 4.0 und Produktionsüberwachung: In der Industrie 4.0 ermöglicht ICR die unterbrechungsfreie Erfassung von Informationen von Bildschirmen und Maschinen. Dies verhindert kostenintensive Anlauf- und Haltezeiten in der Produktion und gewährleistet einen kontinuierlichen Informationsfluss.[11]

## Vorteile und Herausforderungen
Im Folgenden werden die wesentlichen Vorteile und Herausforderungen der Intelligenten Zeichenerkennung (ICR) beleuchtet.

### Vorteile
Ein zentraler Vorteil der ICR-Technologie liegt in ihrer Fähigkeit, die Effizienz und Genauigkeit bei der Verarbeitung handgeschriebener Dokumente erheblich zu steigern. Unternehmen können durch den Einsatz von ICR ihre Datenmanagementprozesse optimieren und die Entscheidungsfindung verbessern. Die Automatisierung der Extraktion handgeschriebener Informationen aus Dokumenten führt zu einer signifikanten Zeitersparnis, insbesondere bei der Verarbeitung großer Mengen an Papierdokumenten.
Ein weiterer bedeutender Vorteil besteht in der Kosteneffizienz. Durch die Implementierung von ICR können Unternehmen Personalkosten einsparen und es ihren Mitarbeitern ermöglichen, sich auf Aufgaben mit höherem Wert zu konzentrieren, was zu einer Steigerung der Produktivität führt. Die ICR-Technologie zeichnet sich zudem durch ihre hohe Skalierbarkeit aus, da sie täglich Tausende von Dokumenten verarbeiten kann und somit für Unternehmen jeder Größenordnung geeignet ist.
Die verbesserte Datengenauigkeit stellt einen weiteren wesentlichen Vorteil dar. ICR reduziert Fehler im Vergleich zur manuellen Dateneingabe erheblich. Durch den Einsatz von maschinellem Lernen verbessert sich die Genauigkeit mit jedem verarbeiteten Dokument kontinuierlich. Dies trägt zur Steigerung der Gesamtqualität der erfassten Daten bei.

### Herausforderungen
Trotz der zahlreichen Vorteile sieht sich die ICR-Technologie auch mit verschiedenen Herausforderungen konfrontiert. Eine zentrale Herausforderung besteht in der Vielfalt der Handschriftstile, die eine präzise Erkennung erschweren können. Die Interpretation unterschiedlicher Schreibweisen und individueller Handschriften stellt nach wie vor eine komplexe Aufgabe dar.
Die Qualität der Eingabebilder spielt eine entscheidende Rolle für die Genauigkeit der ICR-Ergebnisse. Faktoren wie verschwommener Text, Schatten, ähnliche Farben von Hintergrund und Text sowie abgeschnittene oder ausgeschnittene Bildteile können die Erkennungsgenauigkeit beeinträchtigen. Auch schwache Markierungen über einigen Buchstaben, wie beispielsweise bei „i“, können die ICR-Software verwirren und zu Fehlinterpretationen führen.
Eine weitere Herausforderung liegt in der Verarbeitung von Dokumenten mit unterschiedlichen Schriftarten und -größen. Die Vielfalt der Schriftstile kann die Erkennung erschweren und erfordert fortschrittliche Algorithmen zur präzisen Interpretation. Zudem können die Lichtverhältnisse beim Fotografieren oder Scannen des Dokuments die Qualität der Eingabebilder beeinflussen und somit die Erkennungsgenauigkeit beeinträchtigen.
Die Verarbeitung mehrsprachiger Dokumente stellt eine zusätzliche Herausforderung dar. Obwohl ICR-Systeme in der Lage sind, Dokumente in verschiedenen Sprachen zu verarbeiten, erfordert dies oft den Einsatz spezifischer Modelle für jede Sprache. Fortschrittliche Systeme können zwar mehrere Sprachen in einem einzigen Dokument verarbeiten, doch bleibt dies eine komplexe Aufgabe.
Eine weitere Herausforderung besteht in der Notwendigkeit der Post-OCR-Verarbeitung. Studien haben gezeigt, dass trotz der Fortschritte in der ICR-Technologie die Implementierung fortschrittlicher Post-OCR-Verarbeitungstechniken erforderlich ist, um die Genauigkeit und Qualität der Ergebnisse zu erhöhen. Dies gilt insbesondere für die Verarbeitung historischer Materialien oder Texte, die mit veralteten Digitalisierungstechniken bearbeitet wurden.
Die Entwicklung von ICR-Lösungen mit menschenähnlichen Fähigkeiten, insbesondere bei der Verarbeitung von handschriftlichen Texten oder Texten mit einzigartigen Schreibstilen, bleibt eine bedeutende Herausforderung. Forschungsarbeiten schlagen als Lösungsansatz die Entwicklung adaptiver ICR-Modelle und personalisierter Lösungen vor, die durch Training mit spezifischen, individualisierten Datensätzen die Genauigkeit der Texterkennung für diese speziellen Anwendungsfälle verbessern könnten.

## ICR-unterstützte Sprachen
Intelligente Zeichenerkennung (ICR) erhöht die Effizienz der Optischen Zeichenerkennung (OCR) spürbar. ICR-Software findet in der Geschäftswelt zum Beispiel beim Verarbeiten von handschriftlich ausgefüllten Formularen Anwendung. ICR-Lösungen sind von folgenden Herstellern für folgende Sprachen verfügbar:
| Firma          | Produkt                                                                    | ICR-unterstützte Sprachen |  |
| -------------- | -------------------------------------------------------------------------- | --- |  |
| ABBYY          | - ABBYY FlexiCapture - ABBYY FlexiCapture Engine - ABBYY FineReader Engine | Afrikaans, Albanisch, Altdeutsch, Altitalienisch, Altspanisch, Aserbaidschanisch (Lateinisch), Aymara, Baskisch, Bemba, Blackfoot, Bretonisch, Bugotu, Bulgarisch, Burjatisch, Cebuano, Chamorro, Crow, Dakota, Dänisch, Deutsch, Deutsch (Luxemburg), Deutsch (Neue Rechtschreibung), Englisch, Estnisch, Ewenisch, Ewenkisch, Fidschi, Finnisch, Französisch, Friesisch, Friaulisch, Galizisch, Ganda, Griechisch, Hawaiisch, Ido, Indonesisch, Interlingua, Irisch, Italienisch, Jingpo, Karatschaiisch-Balkarisch, Kasachisch, Kasubisch, Kawa, Kirgisisch, Kongolesisch, Korsisch, Kpelle, Krimtatarisch, Kroatisch, Kumykisch, Kurdisch, Lateinisch, Lettisch, Litauisch, Luba, Malagasisch, Malinke, Maorisch, Maya, Miao, Minangkabau, Mohawk, Mongolisch, Mordwinisch, Nahuatl, Nenzisch, Niederländisch, Niederländisch (Belgisch), Nivchisch, Nogaisch, Norwegisch (Bokmål), Norwegisch (Nynorsk), Papiamento, Polnisch, Portugiesisch, Portugiesisch (Brasilianisch), Quechua (Bolivien), Rätoromanisch, Romani, Rumänisch, Rumänisch (Moldawien), Rundi, Ruandisch, Russisch, Samisch (Lappisch), Samoanisch, Schottisch Gälisch, Schwedisch, Selkup, Serbisch (Kyrillisch), Serbisch (Lateinisch), Siswati, Slowakisch, Slowenisch, Somali, Sotho, Spanisch, Suaheli, Tadschikisch, Tagalog, Tahitianisch, Tok Pisin, Tonganisch, Tschechisch, Tswana, Tun, Türkisch, Turkmenisch (Lateinisch), Tuwinisch, Uigurisch (Lateinisch), Ukrainisch, Ungarisch, Usbekisch (Lateinisch), Wolof |  |
| Accusoft       | SmartZone ICR/OCR                                                          | Deutsch, Englisch, Dänisch, Niederländisch, Finnisch, Französisch, Italienisch, Norwegisch, Portugiesisch, Spanisch, Schwedisch (.NET alle, ActiveX nur englisch) |  |
| ExperVision    | TypeReader OpenRTK                                                         | Englisch, Französisch, Deutsch, Italienisch, Spanisch, Portugiesisch, Dänisch, Niederländisch, Schwedisch, Norwegisch, Ungarisch, Polnisch, vereinfachtes Chinesisch, traditionelles Chinesisch, Russisch, Finnisch, Polynesisch |  |
| I.R.I.S. Group | IRISCapture Pro for Forms                                                  | Latein basierende Sprachen |  |
| LEADTOOLS      | LEADTOOLS ICR SDK Module                                                   | Katalanisch, Tschechisch, Dänisch, Niederländisch, Englisch, Finnisch, Französisch, Deutsch, Ungarisch, Italienisch, Norwegisch, Polnisch, Portugiesisch, Schwedisch, Spanisch |  |
| reRecognition  | Kadmos                                                                     | |  |
| Recogniform    | Recogniform                                                                | |  |
| CharacTell     | SoftWriting                                                                | |  |